# Gemini (model językowy)
Gemini (do lutego 2024 pod nazwą Bard) – duży model językowy opracowany przez firmę Google.

## Opis
Powstał w odpowiedzi na rozwój ChatGPT od OpenAI. Ostatecznie opublikowany w wersji wstępnej w marcu 2023.
Dyrektorem odpowiedzialnym za projekt Gemini jest Jack Krawczyk.
W maju 2023 dostęp został rozszerzony na inne państwa – w tym Polskę. Gemini obsługuje 40 języków oraz jest dostępny w 230 krajach.